# Niels V. Holbek
Niels Vilhelm Sophus Holbek (22. september 1857 i København – 12. november 1937 smst) var en dansk oberst. Han var søn af generalmajor Geert Marinus Holbek og Marie Sophie Bentzien, og gift i Aarhus, 1885, med Agnes Baadsgaard. 
Han var formand for Danmarks Idræts-Forbund fra 1899-1901, og var det første danske medlem af Den Internationale Olympiske Komité fra 1899-1906.